# Arce (Frosinone)
Arce é uma comuna italiana da região do Lácio, província de Frosinone, com cerca de 6.026 habitantes. Estende-se por uma área de 39 km², tendo uma densidade populacional de 155 hab/km². Faz fronteira com Ceprano, Colfelice, Falvaterra, Fontana Liri, Monte San Giovanni Campano, Rocca d'Arce, San Giovanni Incarico, Strangolagalli.

## Demografia
| Variação demográfica do município entre 1861 e 2011                               |
|                                                                                   |
| Fonte: Istituto Nazionale di Statistica (ISTAT) - Elaboração gráfica da Wikipedia |